# Ugolino di Vieri (escultor)

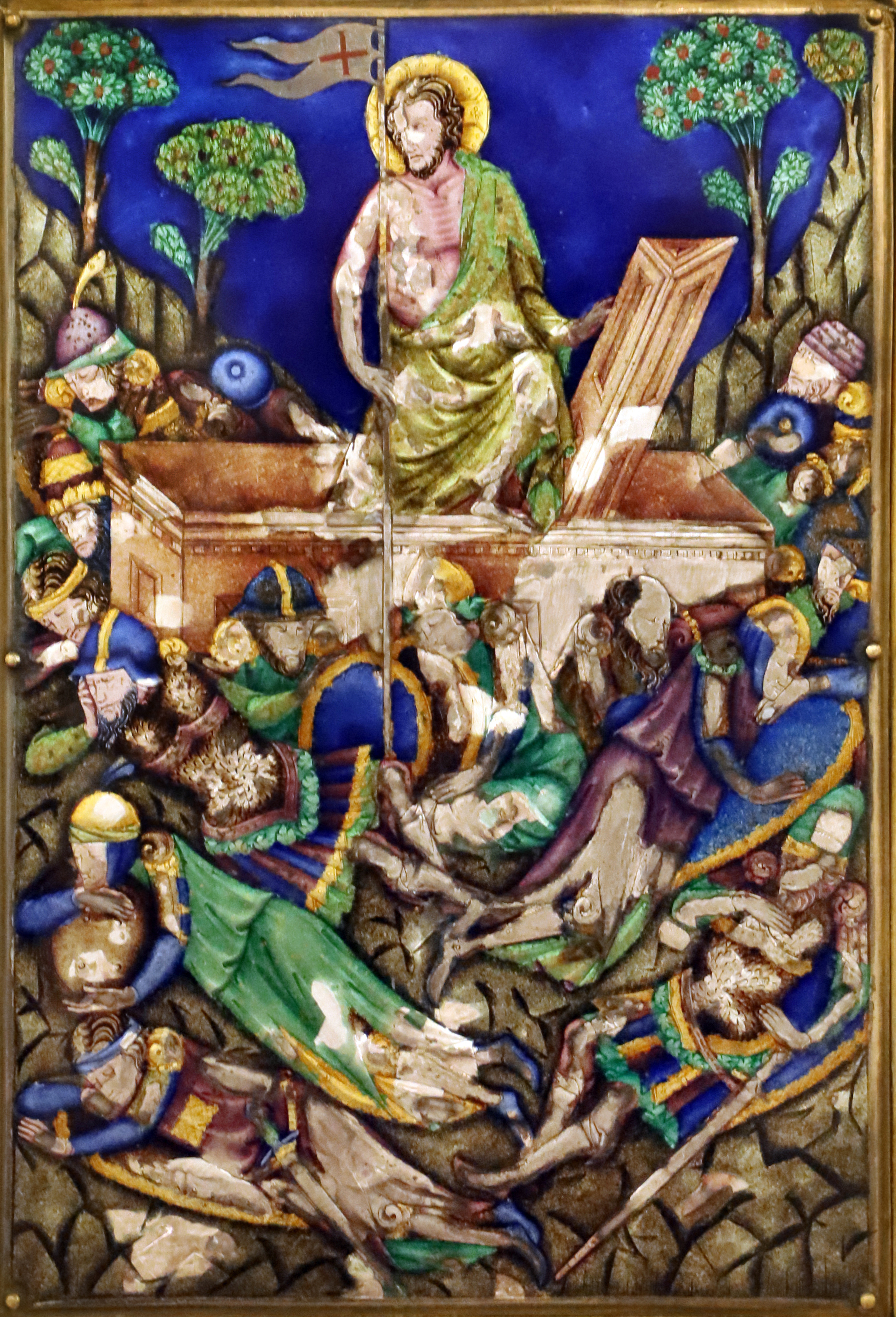
Resurrezione, detalle de una escena en el esmalte traslúcido del Reliquiario del Corporale di Bolsena la catedral de Orvieto.

Ugolino di Vieri (Siena, siglo XIV - ?) fue un orfebre y escultor italiano de la escuela de Siena del siglo XIV.
Pertenecía a una familia de orfebres y trabajó en diversos lugares de la Toscana y Umbría. Su obra maestra es el Reliquiario del Corporale di Bolsena que aún se conserva en la Catedral de Orvieto y que fue construido entre 1337 y 1338: es de 139 cm de altura y consta de oro, plata y esmalte de grafito en relieve. Otra obra famosa es el Relicario de San Savino que se exhibe en el Museo dell'Opera del Duomo de Orvieto, y que tiene la forma de un suntuoso ciborio gótico: en este trabajo colaboró con Viva di Lando.